# Neatmenu tavo veido
 (août 2020).
Pour plus de détails, voir Fiche technique et Distribution.
Neatmenu tavo veido est un film dramatique soviétique réalisé par Raimundas Banionis et sorti en 1988.

## Synopsis
Deux adolescents se rencontrent dans un sanatorium cardiologique pour enfants : Leta, 13 ans, et Saulius, 14 ans. L'histoire de leur premier amour commence de manière inattendue et triste. Mais leurs parents et éducateurs décident de les « protéger » de ce sentiment dangereux et soi-disant inutile.

## Fiche technique
- Titre : Neatmenu tavo veido
- Titre original : Neatmenu tavo veido
- Réalisation : Raimundas Banionis
- Scénario : Leonidas Jacinevičius
- Photographie : Jonas Tomaševičius
- Montage : Vanda Survilienė
- Musique : Faustas Latėnas
- Sociétés de production : Lietuvos kino studija
- Pays d'origine :  Union soviétique
- Sortie : 1988
- Langue : lituanien
- Format: noir & blanc - 35 mm - mono
- Genre : drame
- Durée : 82 minutes

## Distribution
- Ina Rosenaitė : Leta
- Lukas Žilys : Saoulius
- Dalia Melėnaitė : médecin en chef
- Linas Paugis : Antanas, éducateur
- Eleonora Koriznaitė : infirmière
- Albinas Keleris : enseignant
- Aldona Janušauskaitė : enseignante
- Vytautas Grigolis : enseignant
- Gabija Jaraminaitė-Ryškuvienė : Gintarė
- Audronė Marcinkevičiūtė : Janina
- Renatas Šajauka : Juozelis
- Gediminas Karka : surveillant
- Eugenija Šulgaitė : grand-mère de Leta

## Récompenses et nominations
- 1989 : Grand Prix du Festival international du film pour enfants de Moscou
- 1990 : Prix du jury, Festival international du film de Costa de Estoril